# Escut de Vilar de Canes
L'escut de Vilar de Canes és el símbol representatiu oficial de Vilar de Canes, municipi del País Valencià, a la comarca de l'Alt Maestrat. Té el següent blasonament:
| « | Escut quadrilong de punta redona. Quarterat en creu. Primer i quart, d'argent, una creu de gules flordelisada de sable, per l'orde de Montesa. Segon i tercer, de gules, sengles estrelles d'or de vuit puntes amb deixant del mateix metall. Al timbre, corona reial oberta. | » |

## Història
L'escut s'aprovà per Resolució de 30 d'abril de 2002, del conseller de Justícia i Administracions Públiques, publicada en el DOGV núm. 4.262, de 3 de juny de 2002.
L'estel és el senyal tradicional de l'escut del poble si més no des del segle xix, amb l'afegitó de la creu de l'orde de Montesa, al qual pertanyia, dins la comanda de Culla.